# Ksenia Makeeva
Ksenia Makeeva (russe : Ксения Макеева) est une joueuse internationale russe de handball, née le 19 septembre 1990.

## Palmarès

### Sélection nationale
Jeux olympiques
- Médaille d'argent aux Jeux olympiques de 2020 à Tokyo

championnat du monde
- vainqueur du championnat du monde 2009
- médaillée de bronze au championnat du monde 2019 au  Japon

championnats d'Europe
- finaliste du championnat d'Europe 2018

autres
- finaliste du championnat du monde junior en 2010
- troisième du championnat d'Europe junior en 2009[2]
- vainqueur du championnat du monde jeunes en 2008

### Club
compétitions internationales
- vainqueur de la coupe EHF en 2008[3] (avec Dinamo Volgograd) et 2017 (avec Rostov-Don)
- finaliste de la Ligue des champions en 2019 (avec Rostov-Don)

compétitions nationales
- championne de Russie (8) en 2009, 2010, 2011, 2012, 2013, 2014 (avec Dinamo Volgograd), 2017, 2018 et 2019 (avec Rostov-Don)

### Récompenses individuelles
- meilleure pivot du championnat du monde junior 2010[4]